# Pseudenargia regina
Pseudenargia regina là một loài bướm đêm trong họ Noctuidae.